# Ammodytes
Ammodytes – rodzaj morskich ryb okoniokształtnych z rodziny dobijakowatych (Ammodytidae). Stanowią jeden z głównych składników pokarmowych waleni.

## Klasyfikacja
Gatunki zaliczane do tego rodzaju (stan na grudzień 2018):
- Ammodytes americanus – dobijak amerykański[3]
- Ammodytes dubius – dobijak islandzki[4]
- Ammodytes hexapterus – dobijak pacyficzny[3]
- Ammodytes marinus – dobijak niebieski[5], tobiasz niebieski[6]
- Ammodytes personatus
- Ammodytes tobianus – tobiasz[7]

## Galeria

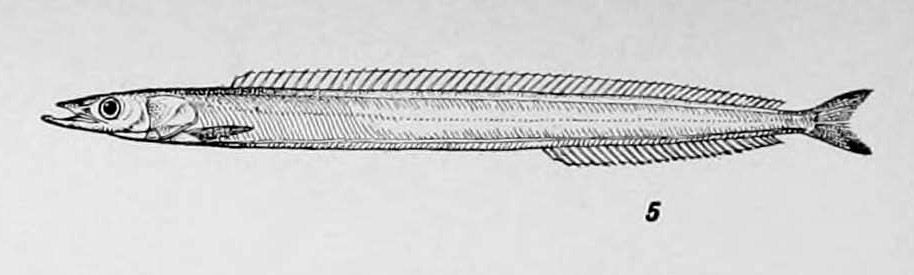
Ammodytes americanus
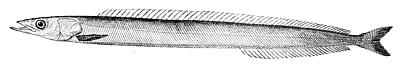
Ammodytes dubius
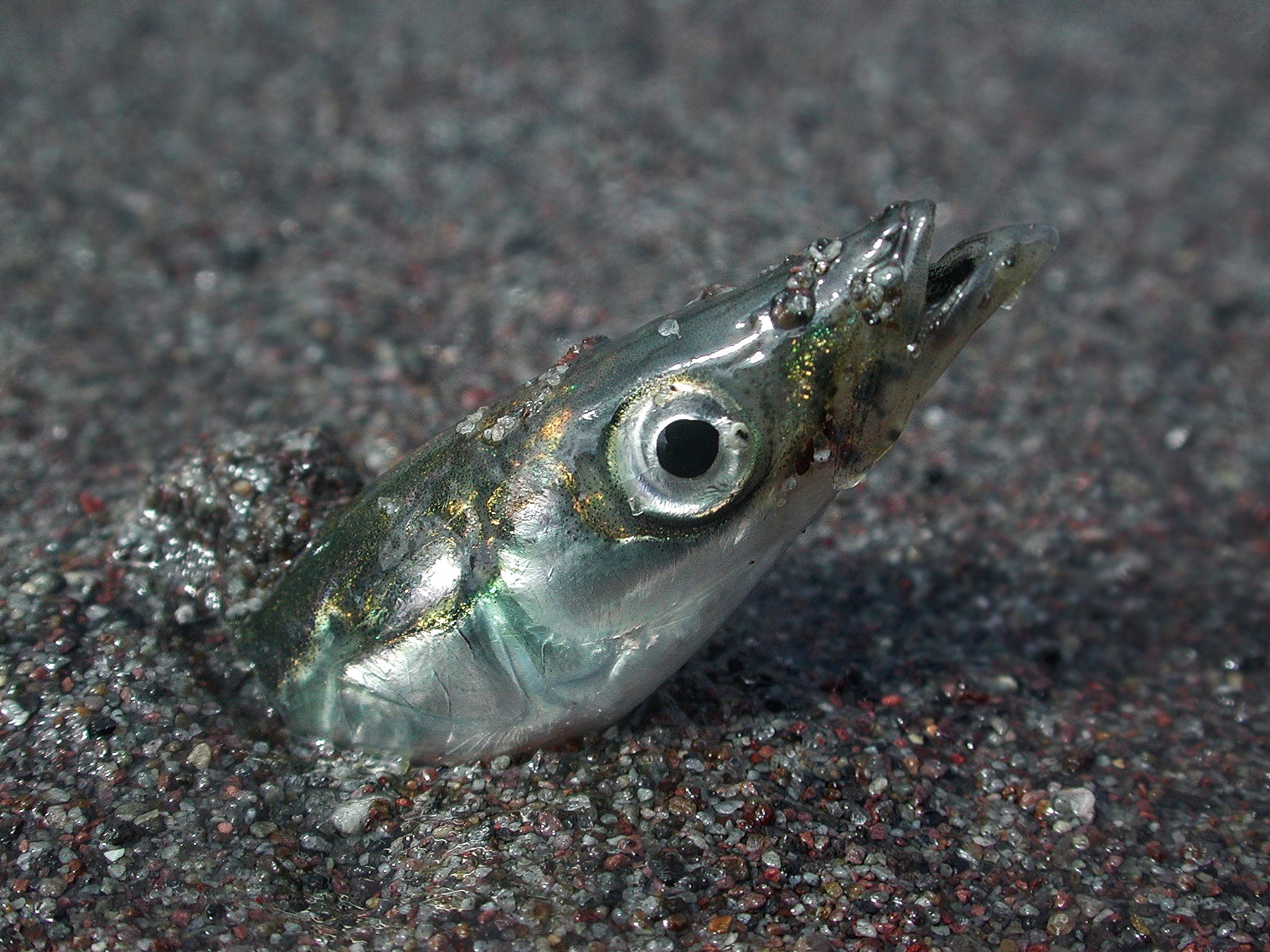
Ammodytes hexapterus
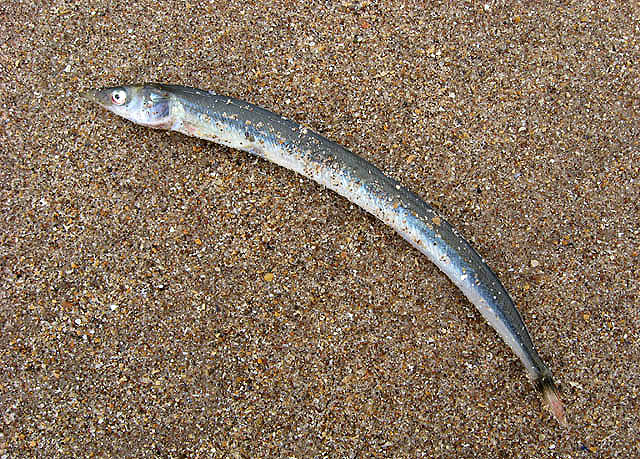
Ammodytes marinus
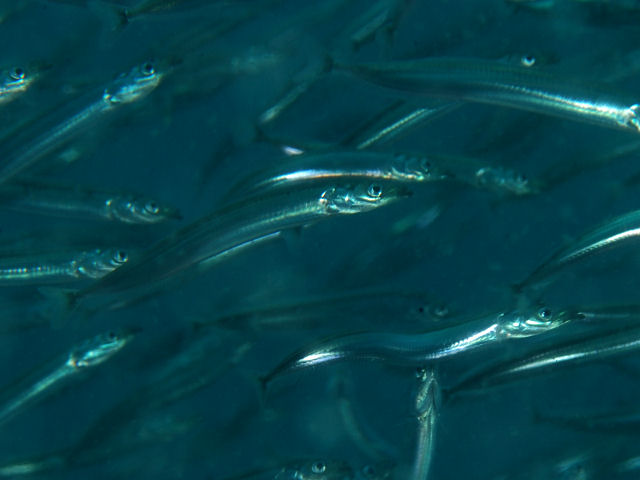
Ammodytes personatus
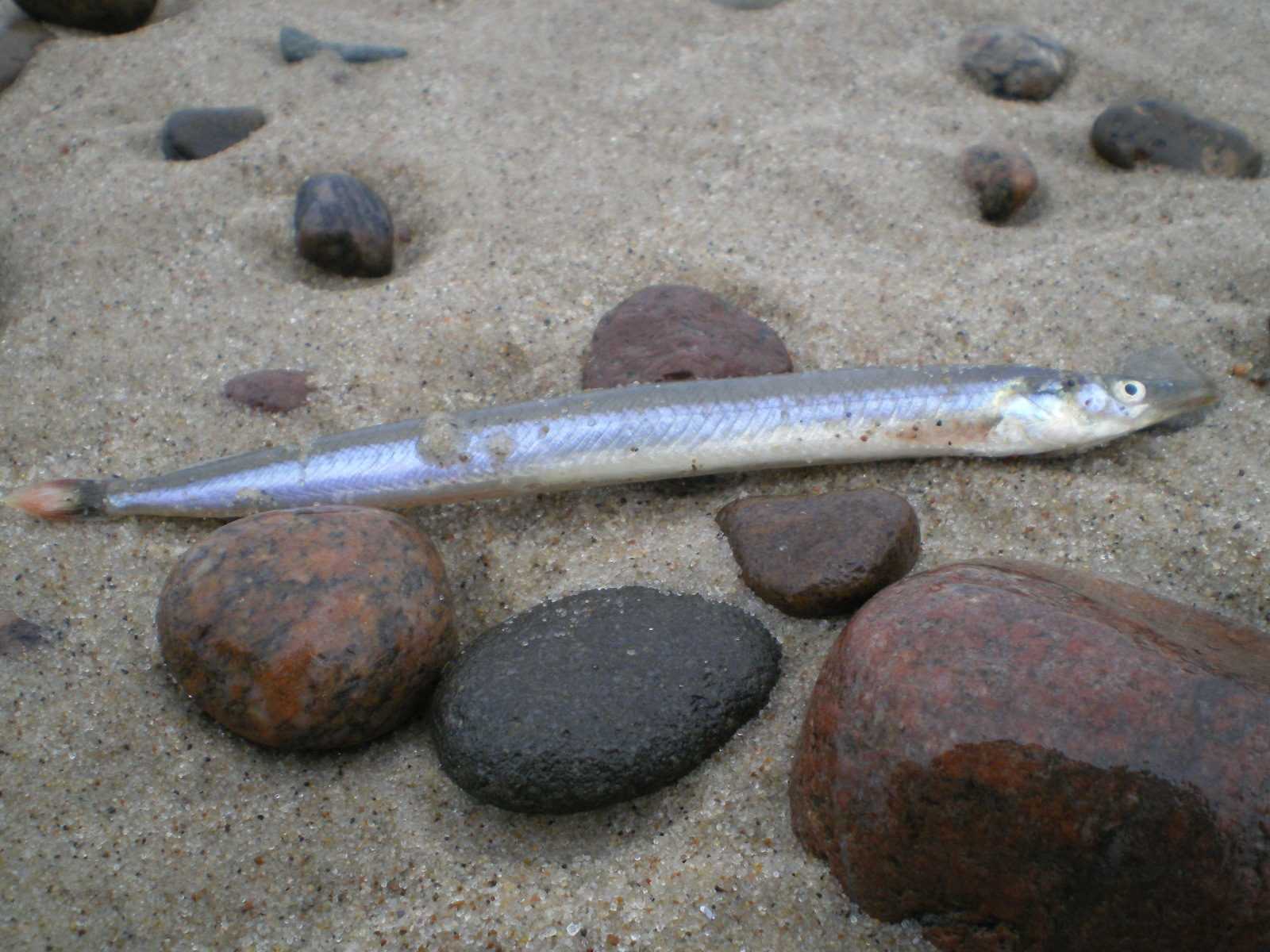
Ammodytes tobianus